# تیم ملی فوتسال جمهوری چک
تیم ملی فوتسال جمهوری چک نماینده جمهوری چک در مسابقات بین‌المللی فوتسال و یکی از تیم‌های فوتسال اروپایی است.